# 市場町八幡
市場町八幡（いちばちょうやわた）は、徳島県阿波市の大字。2010年10月1日現在の人口は85人、世帯数は29世帯。郵便番号は〒771-1625。

## 地理
阿波市の南部に位置。東は市場町伊月、北は市場町切幡、西は市場町大野島、南は吉野川を隔てて吉野川市と接する。
徳島県道237号切幡川島線に沿って商店街を形成するが、近年では寂れてきている。地内には八幡宮と粟島神社が鎮座しており、地名の由来もこの神社からなる。

### 河川
- 吉野川

### 小字
- 町屋敷

## 歴史
- 2005年（平成17年）4月1日 - 阿波郡市場町が阿波町・板野郡土成町・吉野町と合併して阿波市となり、住所表記は「阿波郡市場町大字八幡字町屋敷」から「阿波市町屋敷」となる。
- 2007年（平成19年）1月1日 - 住所表記を「阿波市市場町八幡字町屋敷」に変更し、現在の表記となる。

## 施設
- 八幡宮
- 粟島神社

## 交通

### 道路
都道府県道
- 徳島県道237号切幡川島線